# Sterling (brzostrelka)
Sterling je britanska brzostrelka. Pričela se je uvajati po koncu 2. svetovne vojne in je ostala v uporabi do zgodnjih 90. let 20. stoletja.
Sama zasnova brzostrelke sega že v leto 1944, ko so Britanci želeli novo brzostrelko, ki bi zamenjala do tedaj razširjeno brzostrelko Sten in odpravila vse njene pomanjkljivosti. Konstrukcijo je prevzel George William Patchett in prvi prototipi so bili uporabljeni v nekaterih britanskih operacijah 2. svetovne vojne na Nizozemskem.
Po vojni se nova brzostrelka ni pričela uvajati takoj, čeprav je bila v nekaterih pogledih boljša od Stena. Z nadaljnjimi izboljšavami je Patchett izdelal brzostrelko Sterling L1A1, ki je bila po letu 1953 uvedena v redno uporabo.

## Zasnova
Brzostrelka Sterling je podobna brzostrelki Sten v tem, da je njeno zaklepišče izdelano iz enake brezšivne jeklene cevi, kot Sten. Tudi nabojnik se vstavlja iz leve strani. Cev je fiksirana na zaklepišče s pomočjo dveh vijakov na sprednjem delu, kar omogoča stabilno nastreljenost tudi po demontaži in ponovni montaži cevi (pri brzostrelki Sten je bilo to težje zagotoviti). Dodan je tudi pištolski ročaj in pa zložljivo kopito. Celotna brzostrelka je izdelana iz jekla, edino na pištolskem ročaju se uporablja plastična obloga.
Poleg tega ima Sterling še naslednje izboljšave v primerjavi z brzostrelko Sten:
- Konstrukcija nabojnika je izboljšana. Nabojnik je ukrivljen in omogoča izmenično pobiranje nabojev z leve in desne strani nabojnika, kar je danes najpogostejša izvedba nabojnikov za dolgocevno orožje. To poveča zanesljivost in omogoča lažje vstavljanje nabojev v nabojnik. Za dodatno zmanjšanje trenja in s tem tudi zastojev ima vodilo nabojev dva valjčka.
- Zaklep ima po obodu spiralne zareze, ki služijo zajemanju in izrivanju nečistoč, ki vstopijo v orožje. Na ta način se zmanjša verjetnost zastoja.
- Povratna vzmet je dvodelna in sestoji iz povratne vzmeti in amortizerja. To omogoča nižjo silo povratne vzmeti, saj del odsuna zaklepa prevzame druga, trša vzmet, poveča pa se tudi hitrost gibanja zaklepa naprej, s tem pa tudi hitrost streljanja in manjše nihanje orožja med streljanjem.
- Prožilni mehanizem je zasnovan na novo in vsebuje tripoložajni selektor - posamično streljanje, rafalno streljanje in pa zaklenjen položaj. V slednjem položaju je blokirano gibanje prožilca (ko je zaklep v zadnjem položaju) ali zaklepa (ko je zaklep v prednjem položaju), s čimer se poveča varnost orožja.

Poleg običajnih verzij je bila izdelana tuid različica z integralnim dušilcem poka, ki vsebuje perforirano cev za zmanjšanje hitrosti krogle na podzvočno in pa izboljšane pregrade, ki omogočajo večjo učinkovitost dušenja poka in zadovoljivo življenjsko dobo tudi pri avtomatskem streljanju.

## Različice
- Sterling L1A1 (Sterling Mk 2): prva verzija, uvedena leta 1953
- Sterling L1A2 (Sterling Mk 3): izboljšana verzija, uvedena leta 1956
- Sterling L2A3 (Sterling Mk 4): druga izboljšana in tudi zadnja verzija
- Sterling L34A1 (Sterling Mk 5): verzija z integriranim dušilcem poka
- Sterling Mk 6: polavtomatska različica s streljanjem iz zaprtega zaklepa
- Sterling Mk 7: različica s skrajšano cevjo za prikrito nošenje